# Adolfo Bocchi
Adolfo Bocchi, född 1892, var en italiensk bobåkare. Han deltog vid olympiska vinterspelen 1924 i Chamonix i det andra italienska laget i fyrmansbob, som bröt tävlingen efter andra åket.